# صوفيا تشن
صوفيا تشن (بالإنجليزية: Sophia Leung)‏ (و. 1933 – م) هي سياسية، وعاملة اجتماعية، من كندا، ولدت في ووشي، حزب الأحرار الكندي.

## مناصب
تولت منصب عضو مجلس العموم الكندي.

## جوائز
حصلت على جوائز منها:
- نيشان كندا من رتبة عضو.